# ラ・ウニオン県
ラ・ウニオン県(ラ・ウニオンけん、スペイン語：Departamento de La Unión)は、エルサルバドル東部の県。
県都はラ・ウニオン。
2016年の人口は26万5567人で、全国の4.1%を占め、14県中9位。
面積は2074.3km2で、全国の9.9%を占め、14県中3位。
1865年6月22日に設置された。
1693年に建てられたコンチャグア寺院や、インティプカとメアングエラ・デル・ゴルフォの遺跡が有名。

## 人口
- 1992年9月27日：25万5565人
- 2007年6月30日：25万5945人
- 2012年6月30日：25万6487人
- 2016年6月30日：26万5567人

## 隣接県
- 北：ラ・パス県
- 東：バジェ県
- 南東：フォンセカ湾
- 南：太平洋
- 西：サン・ミゲル県
- 北西：モラサン県

## 主要都市
人口は2016年6月30日の値。
1. コンチャグア（英語版）：4万6222人
2. ラ・ウニオン（英語版）：3万6544人(県都)
3. サンタ・ロサ・デ・リマ（英語版）：3万2203人
4. サン・アレホ（英語版）：1万7933人
5. パサキナ（英語版）：1万6962人
6. アナモロス（英語版）：1万5842人
7. リスリケ（英語版）：1万5836人
8. エル・カルメン（英語版）：1万3212人
9. ポロロス（英語版）：1万745人
10. ヌエバ・エスパルタ（英語版）：1万172人
11. メアンゲラ・デル・ゴルフォ：2万398人

## 経済

### 農業
- 珈琲
- 牧草
- 果物
- カカオ
- 油脂性の種
- 砂糖黍

### 工業
- 椰子油
- 鼈甲
- パネラ（英語版）
- マングローブの抽出物
- 魚の河口

### 鉱業
- 金
- 鉄
- バリウム
- 水銀